# John Whitaker (historien)
John Whitaker (1735-1808) est un historien britannique.

## Biographie
Né à Manchester, il entra dans l'Église anglicane et obtint divers bénéfices. II se livra à diverses recherches et publia : 
- Histoire de Manchester, 1771 ;
- Histoire des Bretons, 1772-1775 ;
- Apologie de Marie Stuart, 1787 ;
- Origine de l'Arianisme, 1791 ;
- Le Passage d'Annibal à travers les Alpes, 1794.

## Source
Marie-Nicolas Bouillet  et Alexis Chassang (dir.), « John Whitaker (historien) » dans Dictionnaire universel d’histoire et de géographie, 1878 (lire sur Wikisource)